# Цзимо
Цзимо́ (кит. упр. 即墨, пиньинь Jìmò, буквально: «у реки Мошуй») — район городского подчинения города субпровинциального значения Циндао провинции Шаньдун (КНР).

## История
Город Цзимо существовал ещё в эпоху Враджующих Царств, однако он находился на месте современной деревни Чжумаоцунь городского уезда Пинду. Когда царство Цинь завоевало все прочие и создало первую в истории Китая централизованную империю, то был создан уезд Цзимо (即墨县). При империи Северная Ци в 557 году он был расформирован.
При империи Суй в 596 году город Цзимо был перенесён на 40 км на юго-восток, и был вновь образован уезд Цзимо, занявший юго-восточную часть прежнего уезда Цзимо, а также земли трёх прилегавших к нему уездов.
В 1938 году эти места были захвачены японцами. В 1939 году марионеточные власти включили уезд Цзимо в состав Циндао. Однако японцы контролировали в Китае лишь основные пункты, поэтому в 1941 году были возрождены гоминьдановские структуры управления уездом, разместившиеся в Лайяне.
В сентябре 1942 года в деревне Тицянь, что в северо-западной части уезда Цзимо, китайскими коммунистами было образовано подконтрольное им Антияпонское демократическое правительство уезда. В августе 1943 года для удобства управления они разделили уезд по Циндао-Яньтайской железной дороге: территория к западу от неё сохранила название Цзимо, а территория к востоку была выделена в отдельный уезд Цзидун (即东县). В апреле 1944 года уезд Цзидун был присоединён к уезду Цзимо, но в июле 1945 образован вновь.
В 1950 году был создан Специальный район Цзяочжоу (胶州专区), и оба уезда вошли в его состав. В феврале 1956 года этот специальный район был расформирован; уезд Цзидун был вновь присоединён к уезду Цзимо, который вошёл в состав Специального района Лайян (莱阳专区). В 1958 году он был передан под юрисдикцию Циндао, но в 1961 году возвращён в состав Специального района Лайян, к тому времени переименованного в Округ Яньтай (烟台地区). В ноябре 1978 года уезд был вновь передан под юрисдикцию Циндао.
В июле 1989 году уезд Цзимо был преобразован в городской уезд.
Постановлением Госсовета КНР от 18 июля 2017 года (вступило в силу с 30 октября 2017) городской уезд Цзимо был преобразован в район городского подчинения.

## Административное деление
Район делится на 5 уличных комитетов и 18 посёлков.

## Экономика
Крупный центр текстильной, швейной и пищевой промышленности, логистики, транспорта, информационный технологий и туризма. На базе кампуса Шаньдунского университета в Цзимо создан технопарк Oceantec Valley наподобие «Кремниевой долины».
Сохраняются обширные сельскохозяйственные угодья, в том числе рисовые поля, грибные и ягодные фермы, водоёмы для разведения рыбы, птицеводческие и скотоводческие хозяйства.  

### Туризм
Старый город внутри крепостных стен отреставрирован и превращён в пешеходную торгово-развлекательную зону. Также в районе построен новый Экспо-центр Циндао, в котором проводятся выставки и конференции.

## Транспорт
Район обслуживают скоростная междугородняя железнодорожная линия Циндао — Жунчэн и наземная 11-я линия метро Циндао.
Также через Цзимо проходят грузовые железнодорожные линии Циндао — Цзинань и Ланьцунь — Яньтай.

## Образование
В районе расположены новый кампус Шаньдунского университета и местный центр популяризации научных знаний.

## Культура
В Цзимо широко представлены каллиграфия, живопись гохуа, музыкальная драма и игра на гучжэне. В сельской местности сохранилось изготовление праздничных фонарей из теста.

## Галерея
- Новый деловой район
- Станция метро
- Жилой район
- Жилой район
- Жилой район
- Кампус университета
- Станция метро
- Стена старого города
- Городские ворота
- Храм
- Вокзал Цзимобэй